# Maestro Francke

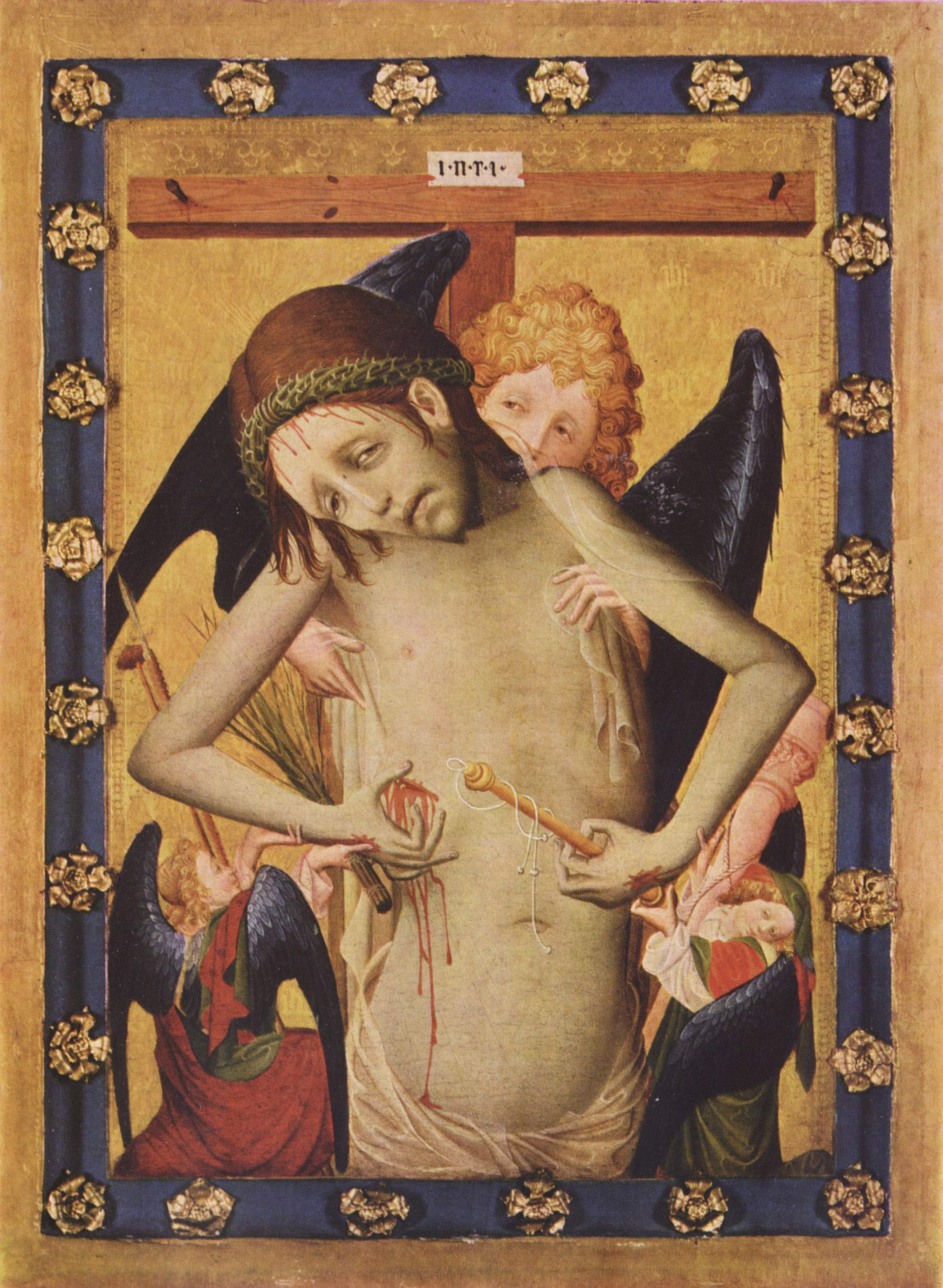
Varón de dolores, h. 1430, obra del Maestro Francke, Museo de Bellas Artes de Leipzig.

Maestro Francke es un pintor alemán nacido en Niederrhein hacia 1383 y fallecido en Hamburgo hacia 1436. Pertenece al estilo internacional dentro del gótico.

## Vida
Su vida no está muy documentada, pero se puede reconstruir en parte gracias a referencias posteriores.
El Maestro Francke perteneció a una familia de zapateros procedente de Zutphen en Güeldres, profesando en el monasterio dominico de San Juan en Hamburgo. Por razones estilísticas se le atribuye formación en un scriptorium parisino. El hecho de ser un fraile no impidió que recibiera encargos no sólo de Hamburgo, sino también de otras ciudades, en particular de las hanseáticas, al extenderse su fama por el Báltico. 
El Maestro Francke quedó olvidado durante mucho tiempo después de su muerte. Sólo en 1899 encontró Anton Hagedorn su nombre de nuevo. Ese año Alfred Lichtwark publicó una primera monografía sobre el artista. En 1925 tuvo lugar la primera exposición en el Hamburger Kunsthalle de la obra de Francke, a la que siguió, en 1929, una monografía realizada por Bella Martens.

## Obra
Reproduce las formas con un estilo cortés en el sentido de un expresionismo religioso. Francke pertenece al estilo suave (Weicher Stil), en el que los artistas reaccionaban contra las formas más tempranas del gótico, bastante rígidas, reemplazándolas por un estilo con más gracia y encanto. Esta suavidad provoca a veces contraste lleno de tensión por la cruda fuerza de la representación, la mímica y los gestos pronunciados. En su obra comienza a haber cierta representación de la profundidad espacial. Usa colores fuertes y esplendorosos. Algunos investigadores encuentran paralelismo entre su obra y la de los miniaturistas parisinos del siglo XV.
La mayor parte de su obra quedó destruida con las revueltas iconoclastas de la Reforma; así, han desaparecido dos tablas de la Virgen y de san Juan Bautista que hizo para la Catedral de Münster antes de 1420, o el retablo que hizo en 1429 para la Cofradía de Cabezas Negras de Reval en Estonia. 
Se conservan:
- Retablo de Santa Bárbara, h. 1410-1415, Museo Nacional de Helsinki.
- Retablo para la iglesia de San Juan de Hamburgo contratado con la Cofradía de Englandfahrer (comerciantes con Inglaterra), h. 1424, denominado Retablo de santo Tomás Becket (Museo de Hamburgo)
- Dos tablas con el tema de Cristo, Varón de dolores, una en el Museo de Leipzig (h. 1430) y otra en el de Hamburgo (h. 1435)

## Galería

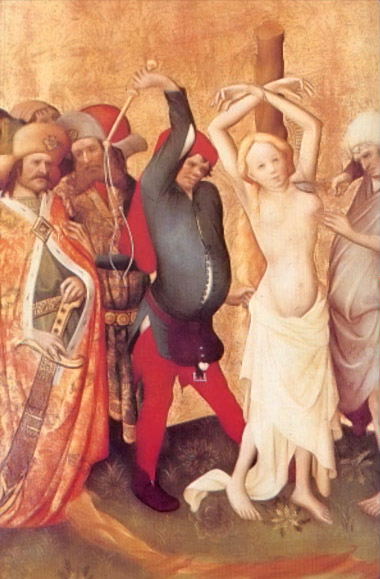
Retablo de santa Bárbara: "Flagelación de santa Bárbara"
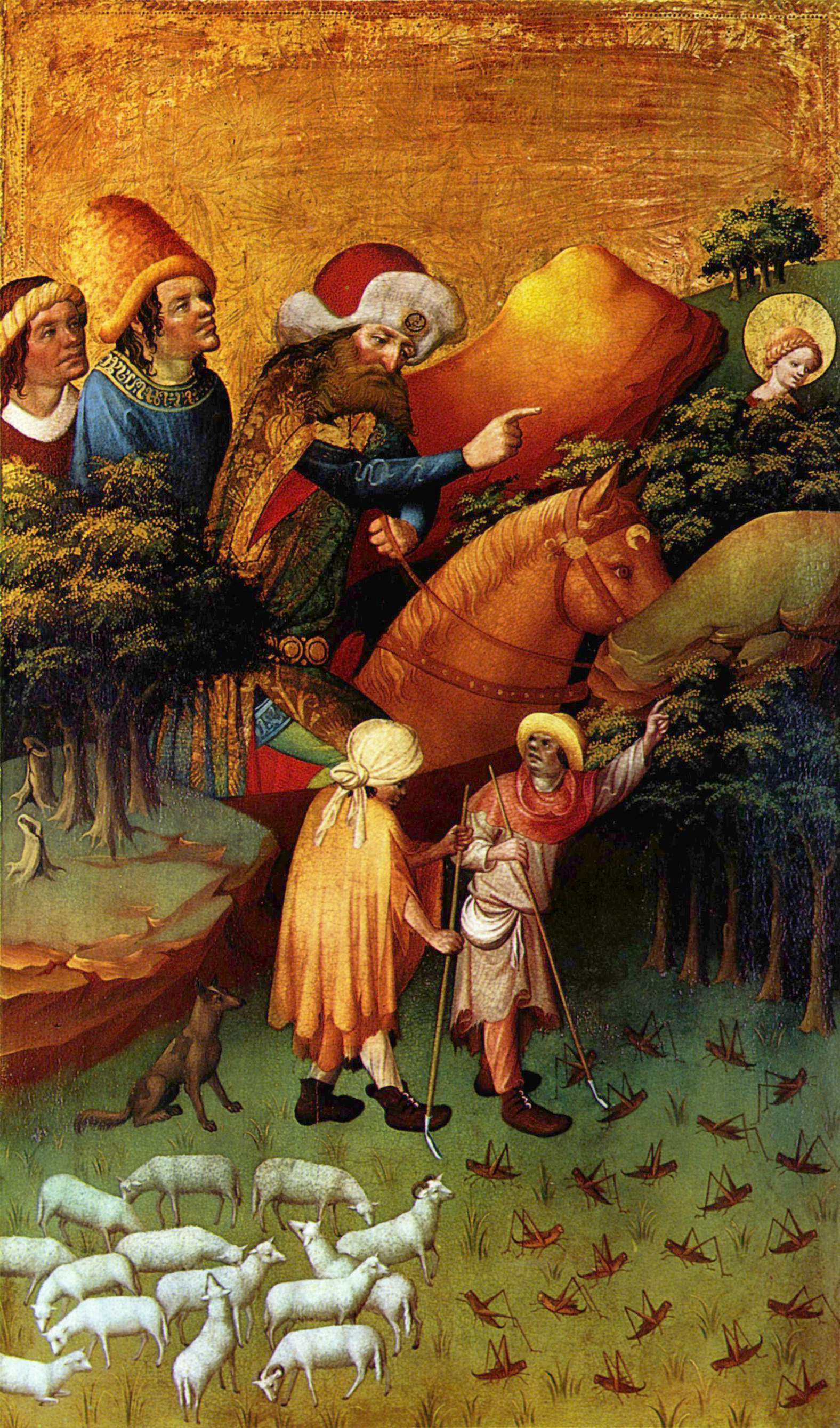
R. de santa Bárbara: "El milagro del saltamontes"
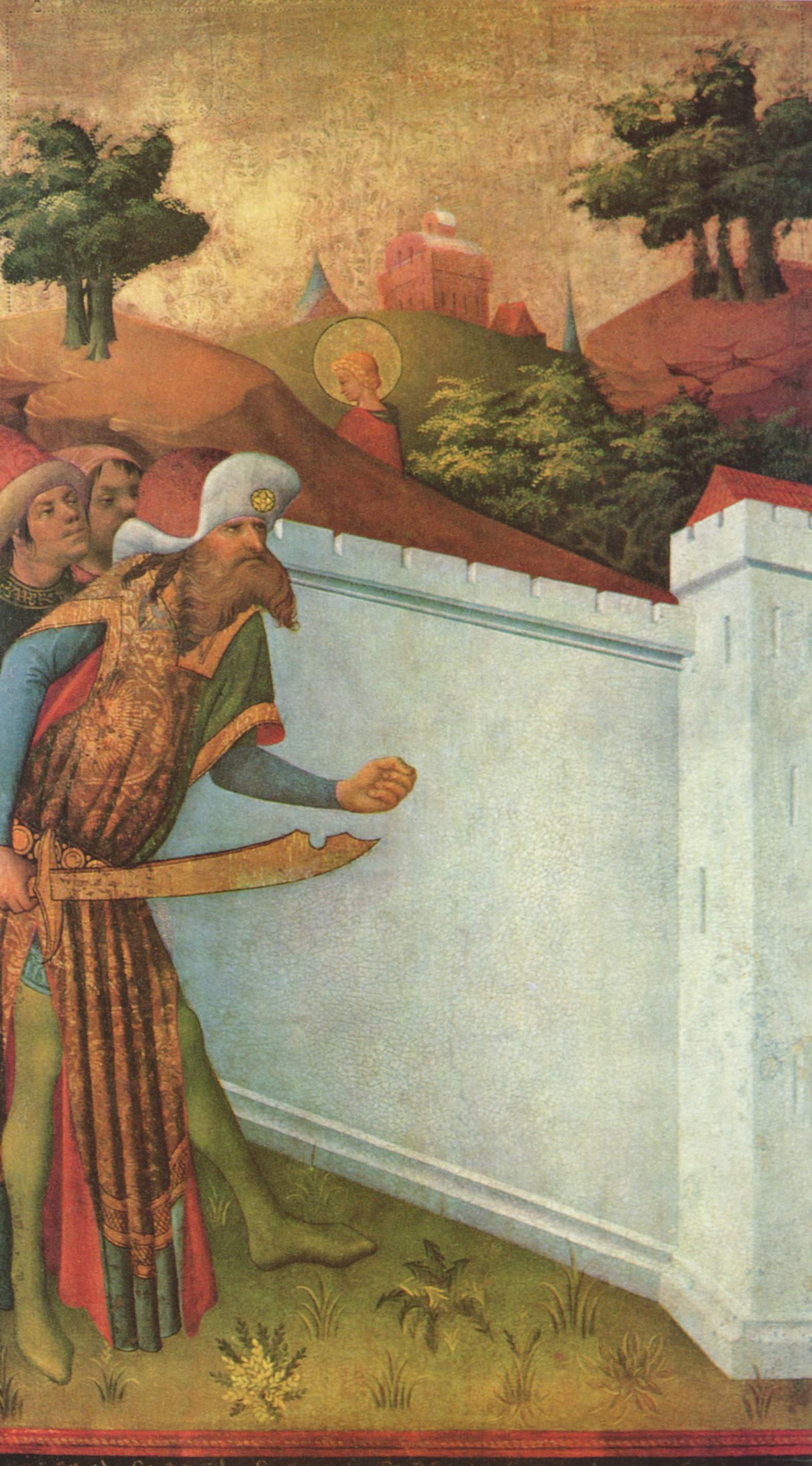
R. de santa Bárbara: "El milagro del muro"
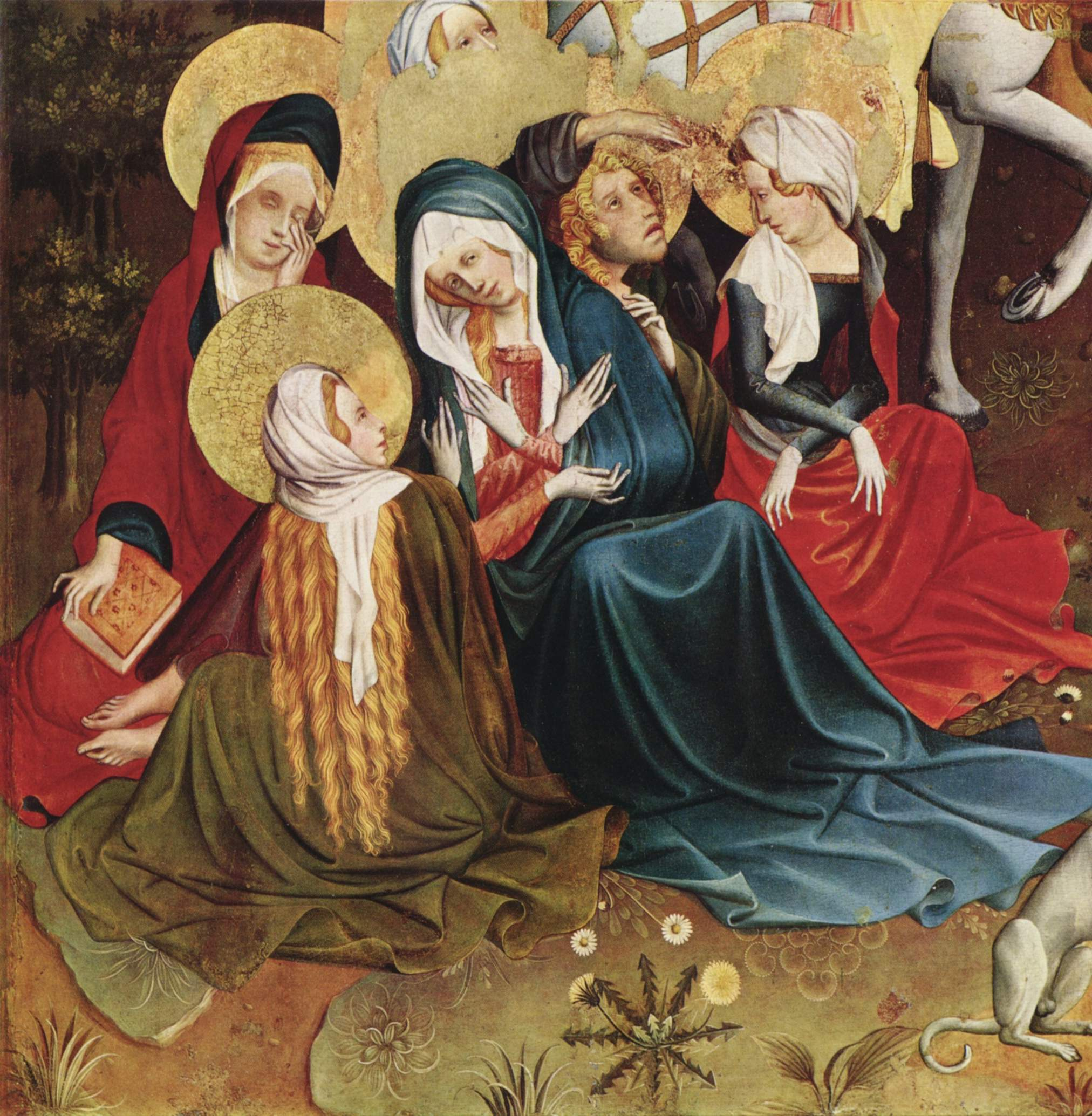
Retablo de santo Tomás: "Las mujeres bajo la Cruz"
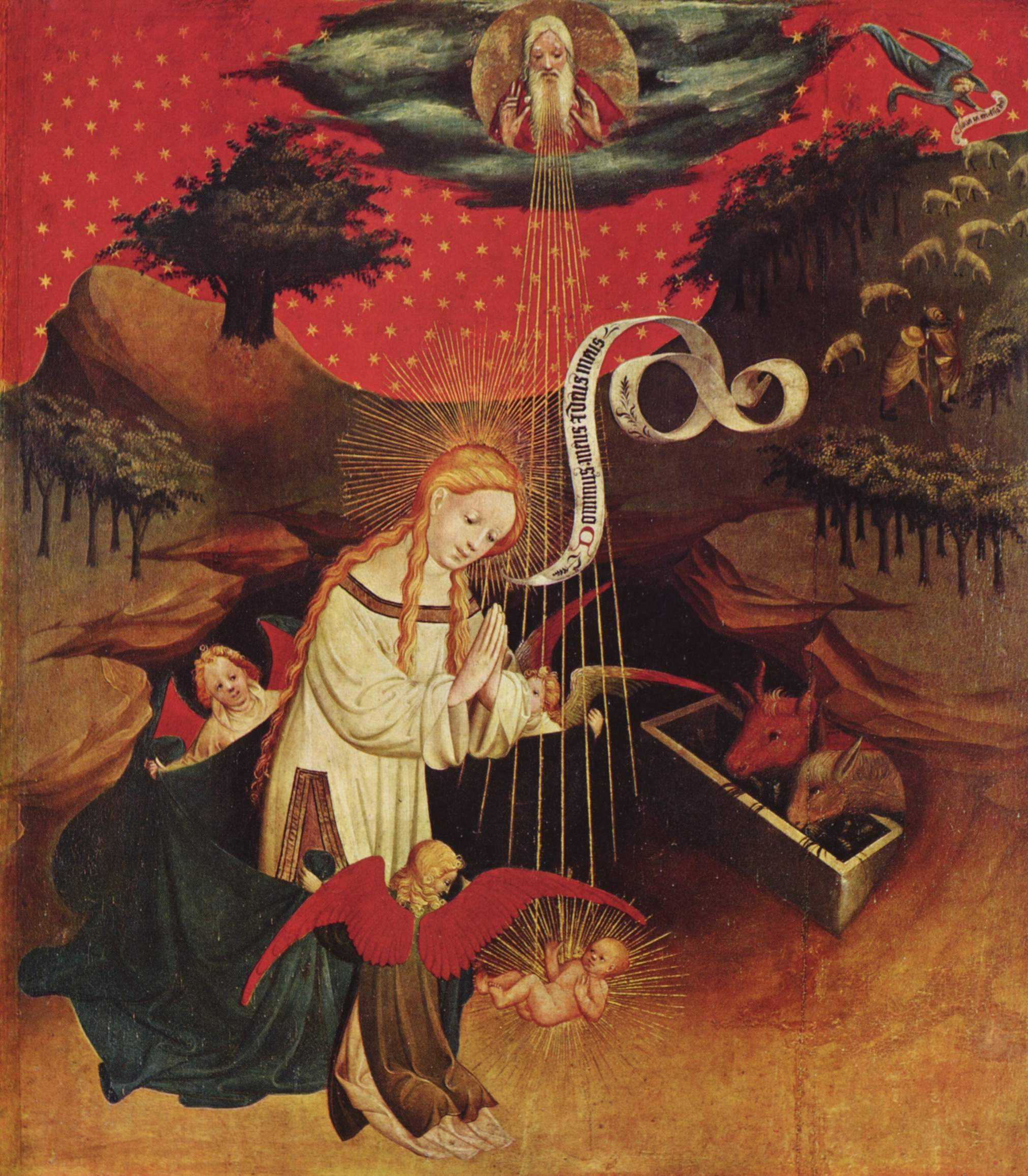
R. de santo Tomás: "Nacimiento de Cristo"
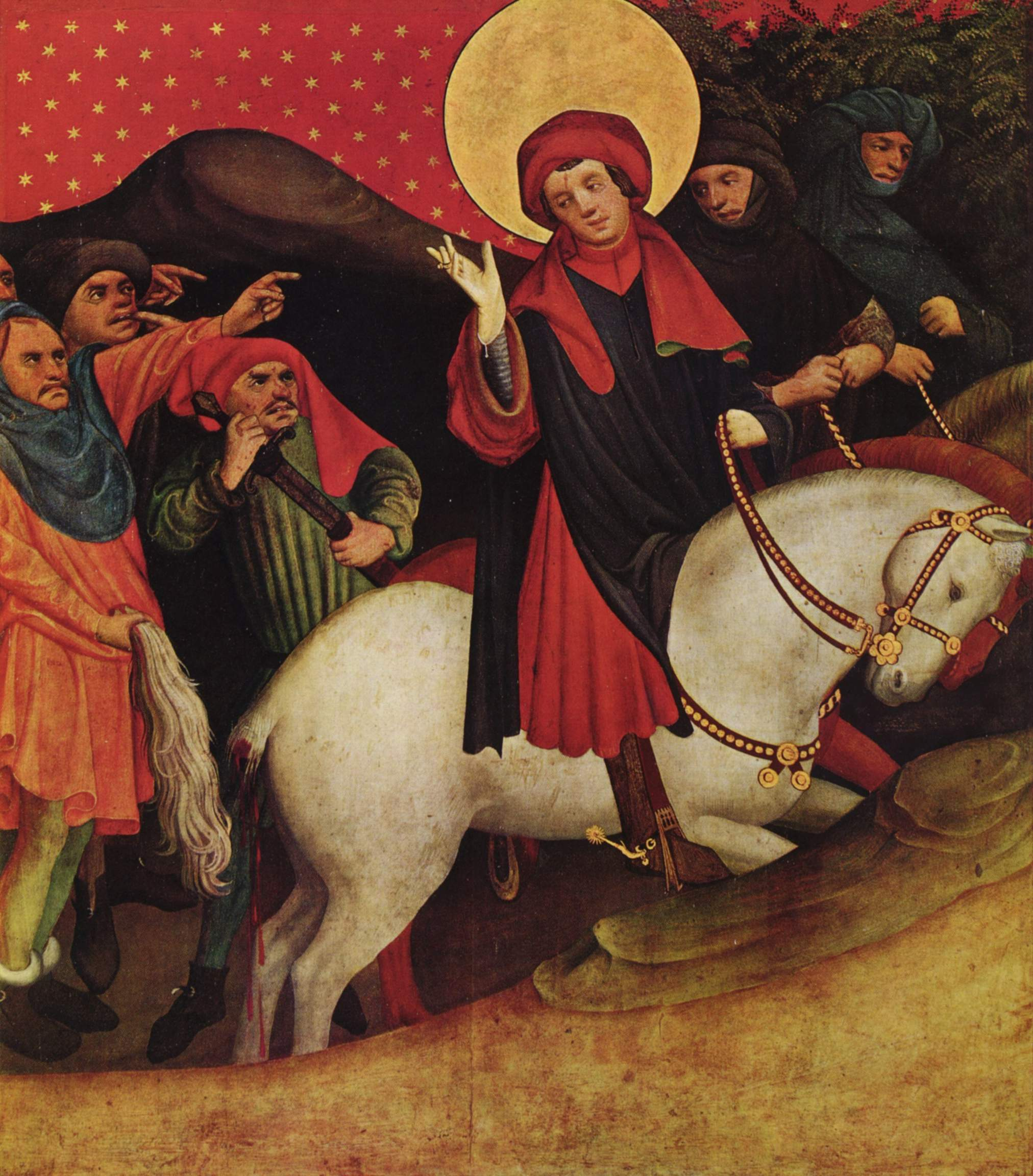
R. de santo Tomás: "Burla de santo Tomás Becket en Canterbury"
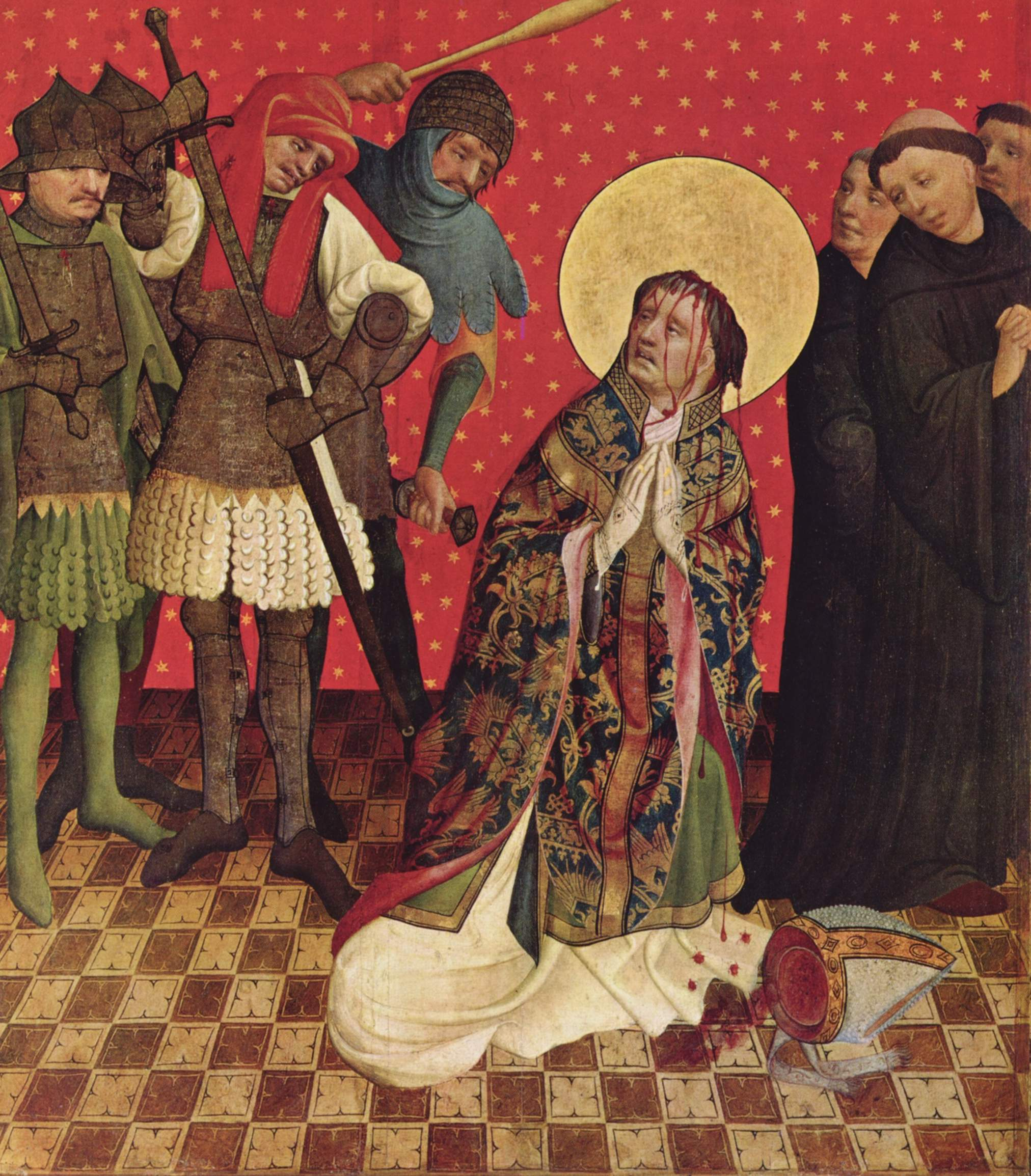
R. de santo Tomás: "Martirio de santo Tomás Becket en Canterbury"
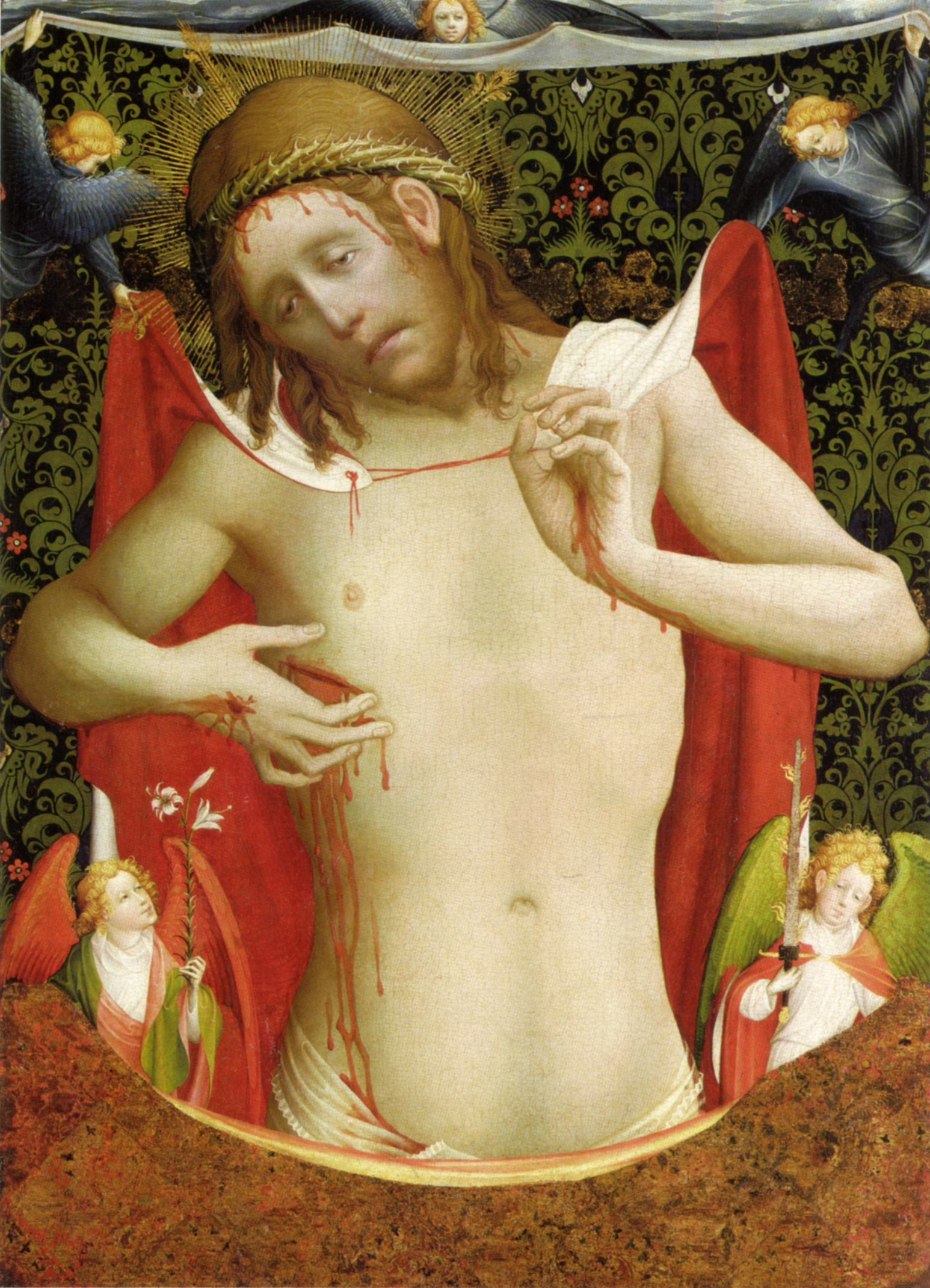
Varón de dolores, h. 1435, Kunsthalle de Hamburgo